# التصنيفات الدولية للعراق
تحتوي هذه المقالة على التصنيفات الدولية للعراق.

## التصنيف الدولي
| المؤشر              | السنة | الترتيب عالمياً من اصل 163 دولة | الملاحظات |
| ------------------- | ----- | ------------------------------ | --------- |
| مؤشر السلام العالمي | 2008  | 161                            |           |
| مؤشر السلام العالمي | 2009  | 161                            |           |
| مؤشر السلام العالمي | 2010  | 161                            |           |
| مؤشر السلام العالمي | 2011  | 162                            |           |
| مؤشر السلام العالمي | 2012  | 159                            |           |
| مؤشر السلام العالمي | 2013  | 159                            |           |
| مؤشر السلام العالمي | 2014  | 159                            |           |
| مؤشر السلام العالمي | 2015  | 160                            |           |
| مؤشر السلام العالمي | 2016  | 162                            |           |
| مؤشر السلام العالمي | 2017  | 161                            |           |
| مؤشر السلام العالمي | 2018  | 160                            |           |
| مؤشر السلام العالمي | 2019  | 159                            |           |
| مؤشر السلام العالمي | 2020  | 161                            |           |
| مؤشر السلام العالمي | 2021  | 159                            |           |
| مؤشر السلام العالمي | 2022  | 157                            |           |

## الجيش
| المؤشر      | السنة | الترتيب | المصدر |
| ----------- | ----- | ------- | ------ |
| غلوبال باور | 2021  | 57      | [ 4 ]  |
| غلوبال باور | 2022  | 34      | [ 4 ]  |

## الزراعة
| المؤشر                                  | السلعة | المركز | السنة           |
| --------------------------------------- | ------ | ------ | --------------- |
| قائمة أكبر الدول المنتجة للسلع الزراعية | التمر  | الخامس | اعتباراً من 2013 |

## الاقتصاد
| المؤشر       | السنة | النسبة |
| ------------ | ----- | ------ |
| معدل البطالة | 2008  | 18.0   |
| معدل البطالة | 2009  | 18.0   |
| معدل البطالة | 2012  | 16.0   |